# Prionostemma bicolor
Prionostemma bicolor is een hooiwagen uit de familie Sclerosomatidae.